# 153
Năm 153 là một năm trong lịch Julius. 